# Predicação verbal

## Verbos transitivos
Verbos transitivos são aqueles que necessitam de um complemento, podendo ser o complemento acompanhado de uma preposição ou não. Esse complemento é também chamado de objeto direto quando vem sem preposição e indireto quando vem com preposição.
Exemplos:
- Rita gostou de ouvir aquela referência.

Machado de Assis, Esaú e Jacó,Capítulo XXXII: O aposentado
- Dependia tudo do seu bom ou mau humor.

Aluísio Azevedo, O Coruja, Cap. II/III
- Leonardo ama Thais loucamente.

## Verbos intransitivos
São os verbos que não exigem complemento mas que podem pedir um adjunto adverbial, todo verbo que possui apenas adjunto adverbial é um verbo intransitivo.
- Dormiu porém um sono agitado.

José de Alencar, O Tronco do Ipê,II/XVII
- Eu vivi entre rochedos e espreitava o mar...

Fernando Pessoa, O Marinheiro

## Verbos de ligação
São os verbos que ligam o predicativo ao sujeito, uma palavra gramatical, relacional, como os conectivos (conjunção e preposição); por isso também chamado de verbo relacional.
Exemplos:
- A manhã estava abrasadora.

Eça de Queirós, O Primo Basílio, V
- A vida de Amaro tornou-se monótona.

Eça de Queirós, O Crime do Padre Amaro, IX
Em orações desse tipo podem aparecer os verbos de ligação ser, estar, ou seus equivalentes citados acima, e o núcleo do predicado não é o verbo, mas sim o adjetivo que atribui uma característica (qualidade, condição, estado) ao sujeito. Pela simples função de ligar uma característica ao sujeito da oração os verbos de ligação têm esse nome.
- O passarinho estava triste pela manhã.

Nesse caso, o substantivo "passarinho" é o núcleo do sujeito e "estava triste" um predicado nominal, já que "estava" é um verbo de ligação.